# Демирчян, Степан Каренович
Степа́н Каре́нович Демирчя́н (арм. Ստեփան Կարենի Դեմիրճյան, 7 июня 1959, Ереван) — армянский политик, сын Карена Демирчяна, убитого 27 октября 1999 года.
- 1976—1981 — Ереванский политехнический институт. Инженер-электрик. Кандидат технических наук.
- 1981—1986 — работал мастером, старшим мастером, контролером-испытателем, начальником станции, заместителем начальника, начальником сборочного цеха ПО «Армэлектродвигатель» Министерства электротехнической промышленности СССР.
- 1984—1986 — заместитель главного инженера ПО «Армэлектродвигатель».
- 1986—1988 — был главным инженером, и. о. директора строящегося завода программируемых командоаппаратов Министерства приборостроения, средств автоматизации и систем управления СССР.
- 1988—2003 — генеральный директор ПО «Марс».
- 2003 — был кандидатом в президенты Армении.
- 2003—2007 — был депутатом парламента, председателем фракции «Ардарутюн» («Справедливость»). Председатель Народной партии Армении (НПА).

Женат, имеет троих детей.